# Palazzo Corbo di Sopra
Il Palazzo Corbo di Sopra è uno dei palazzi monumentali di Avigliano.

## Storia
Edificato all'inizio del XVIII secolo dalla famiglia Sarnelli, venne poi acquistato da Francesco Saverio Corbo intorno alla seconda metà del Settecento. Del palazzo si racconta anche in occasione delle riunioni del Comitato di Liberazione dal regime Fascista (settembre 1943). Il terremoto dell'Irpinia del 1980 lo rese pericolante, fu demolito e ricostruito tenendo fede ai disegni iniziali.

## Galleria d'immagini

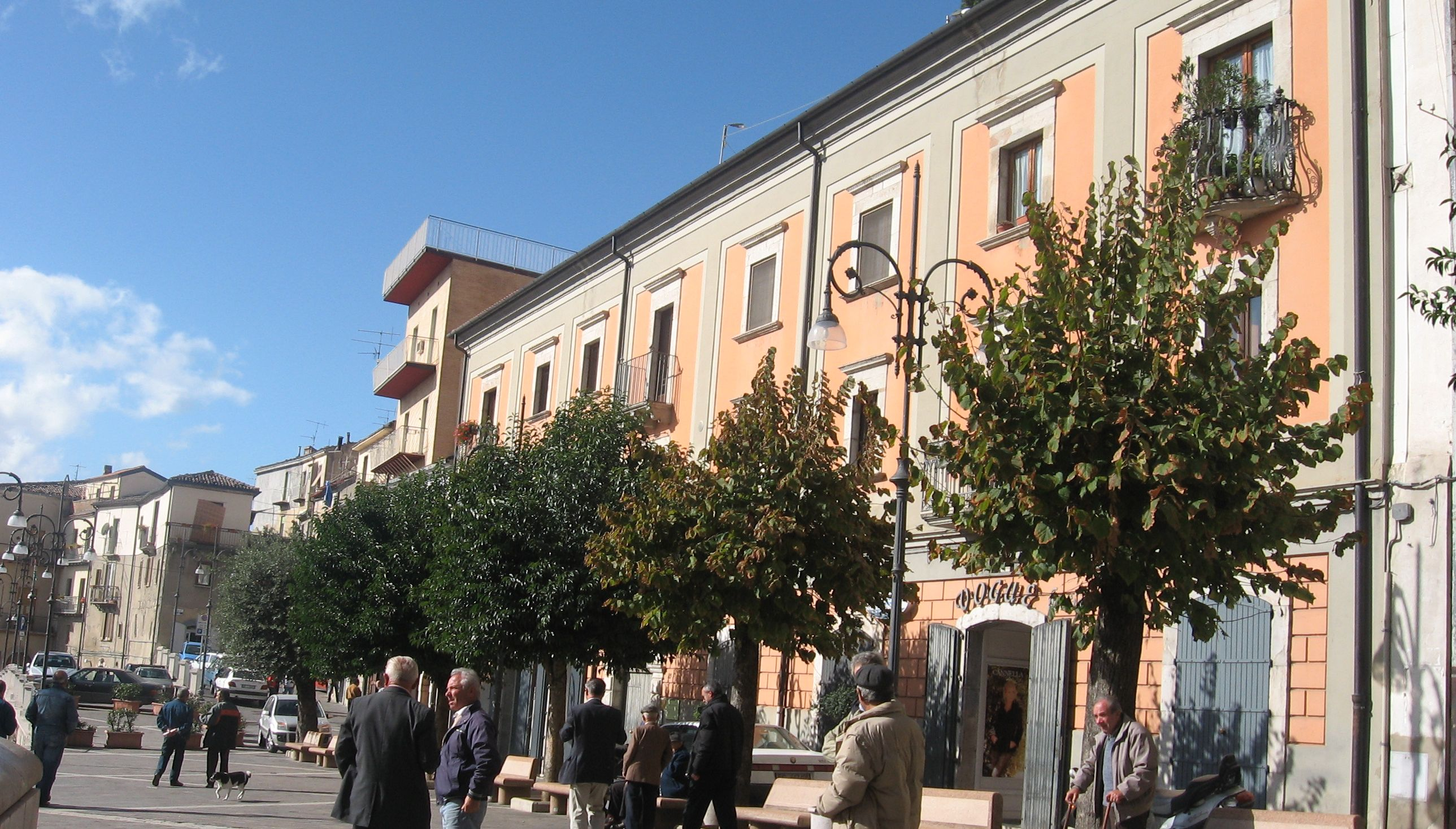
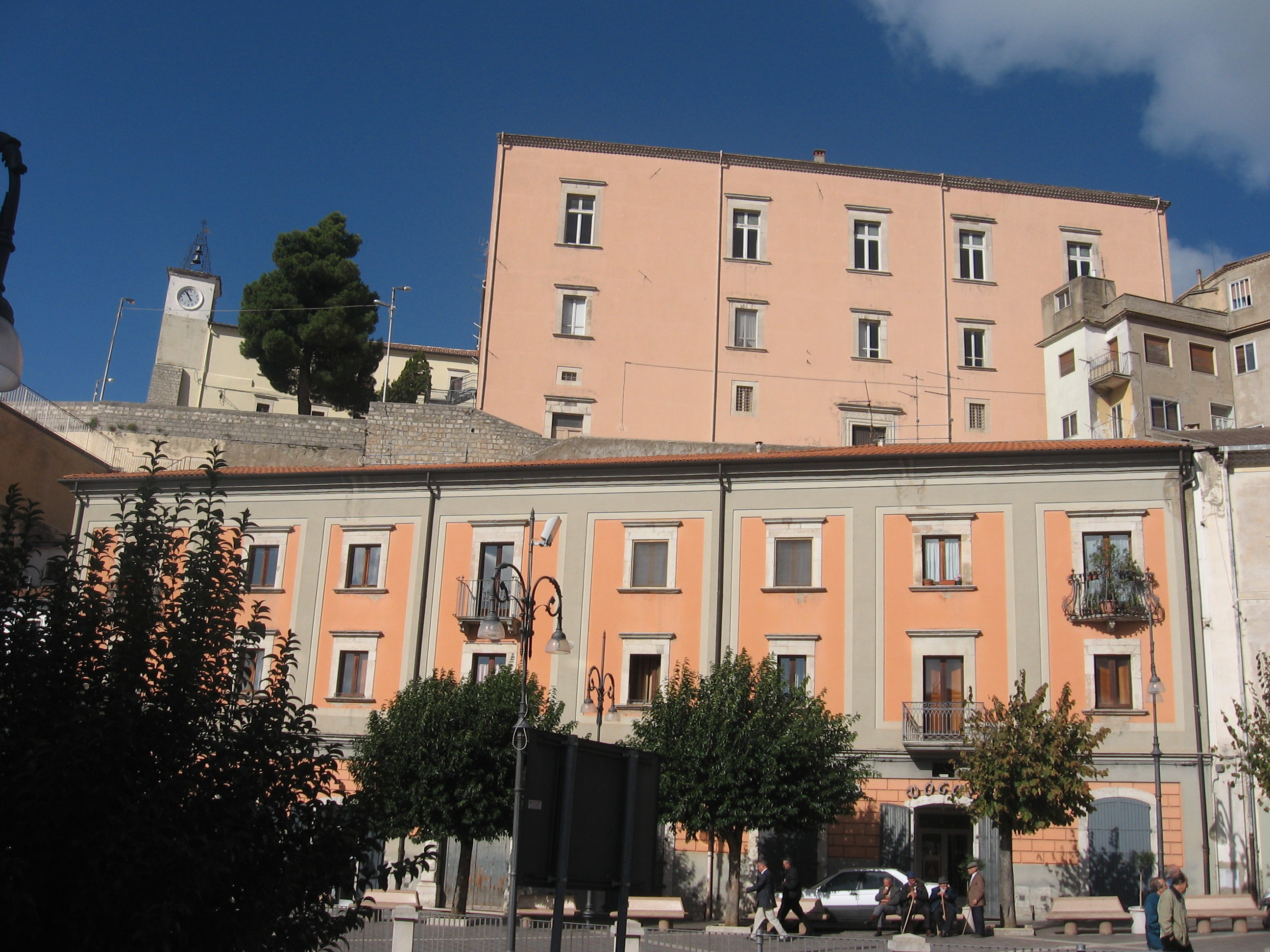